# 伊達宗信 (岩ヶ崎伊達家)
伊達 宗信（だて むねのぶ）は、江戸時代前期の陸奥国仙台藩一門・岩ヶ崎伊達家2代当主。通称は越前守。

## 生涯
慶長8年（1603年）、仙台藩初代藩主・伊達政宗の六男（第7子）として伊達家江戸屋敷にて誕生。母は側室の於山方（柴田宗義の長女）。幼名は吉松丸。
元和元年（1615年）10月に元服し、越前宗信と名乗る。
元和4年（1618年）5月、岩ヶ崎伊達家当主で同年生まれの異母兄・宗綱が15歳で早世したため、その養子となって岩ヶ崎伊達家を継承する。後見人は宗綱に続き茂庭綱元が務めた。寛永元年（1624年）7月、筑前宗信と改める。
寛永4年（1627年）、没す。享年24。墓所は岩ヶ崎の黄金寺。岩ヶ崎伊達家は後嗣なく断絶となる。